# Bačkovica
Bačkovica is een plaats in de gemeente Velika Pisanica in de Kroatische provincie Bjelovar-Bilogora. De plaats telt 85 inwoners (2001).